# Матташинское общество

Гарри Хэй (вверху слева) и члены Матташинского общества (слева-направо): Конрад Стивенс, Дэйл Дженнингс, Руди Гернрейх, Стэн Уитт, Боб Холл, Чак Роланд (в очках) и Пол Бернард

Матташинское общество (англ. Mattachine Society) — одна из первых гей-организаций, которая была создана в 1950 году в Лос-Анджелесе коммунистическим активистом Гарри Хэем. Своё название сообщество берет от одноименной группы актёров французского Театра Масок (фр. Société Mattachine). Большинство его членов были активистами Коммунистической партии США.
Сообщество оказывало юридическую и психологическую помощи геям и лесбиянкам, а также проводило просветительскую деятельность. В 1953 году Mattachine Society предприняло более радикальный подход. От членов сообщества стали требовать респектабельности во внешнем виде и благопристойности в поведении, полагая тем самым показать обществу, что геи и лесбиянки являются нормальными людьми, ничем не отличающимися от гетеросексуалов.
Первое противостояние Mattachine Society и государства произошло в 1953 году, когда Американская почтовая служба отказалась рассылать августовский номер журнала One, в котором шла речь о равенстве брака. Служба сослалась на то, что журнал имел непристойное содержание. Дело дошло до Верховного суда, который в 1958 году постановил, что журнал One может распространяться по почте, так как имеет непрозрачную упаковку.
«Гомофильное движение», как его назвали сами геи, росло и распространялось по всей стране с запада на восток. Члены организаций чувствовали себя все более смелыми. Первым сообществом на восточном побережье стало основанное Фрэнком Камени Матташинское общество, Вашингтон (англ. Mattachine of Washington, D.C.). Камени был обвинен в гомосексуализме и с позором уволен из армии США. После этого он подал заявление в суд с требованием восстановить его, однако дело он проиграл. Кэмени впервые стал открыто утверждать, что гомосексуалы ничем не отличаются от гетеросексуалов. Его основной целью стало исключение гомосексуальности из списка психических заболеваний. В 1965 году, вдохновленный движением за права геев и лесбиянок, Камени впервые организовал серию пикетов против дискриминации. Пикеты прошли напротив Белого Дома, а также других правительственных зданий. По времени эти пикеты совпали с растущим числом протестов против войны во Вьетнаме. Такая смелость испугала многих геев, в том числе и часть основателей Mattachine Society. К концу 1960-х годов частота пикетов и столкновений с полицией только возрастала.
В то же время в обществе все более открыто стали появляться люди, не отвечающие общепринятым гендерным стереотипам: женственные мужчины и мужественные девушки, а также мужчины и женщины, переодевающиеся в одежду и ведущие образ жизни лиц противоположного пола. Это вызывало крайнее недовольство со стороны Mattachine Society, которое продолжало утверждать, что гомосексуалы не должны «выделяться» среди нормальных людей. Сообщество считало, что подобное поведение не может трактоваться как «гомофильная борьба за свои права», а лишь приведёт к арестам.